# Роджерс, Уэйн
Уэйн Роджерс (англ. Wayne Rogers, 7 апреля 1933, Бирмингем — 31 декабря 2015), настоящее имя William Wayne McMillan Rogers III, Лос-Анджелес — американский актёр, продюсер.

## Биография
Закончил Принстонский университет. Служил в ВМС США в офицерском звании.

В начале актёрской карьеры снялся во многих телесериалах, таких как «Закон равнин» и «Дилижанс Запада» (стиль: вестерн). 

Кроме того, Роджерс сыграл эпизодическую роль в фильме «Хладнокровный Люк» (1967 год).
Наибольшую известность актеру принесла роль в комедийном сериале M*A*S*H (в русском переводе — «Чёртова служба в госпитале МЭШ»). В первых трёх сезонах сериала Роджерс играл одного из главных персонажей — Джона Макинтайра по прозвищу «Ловец».

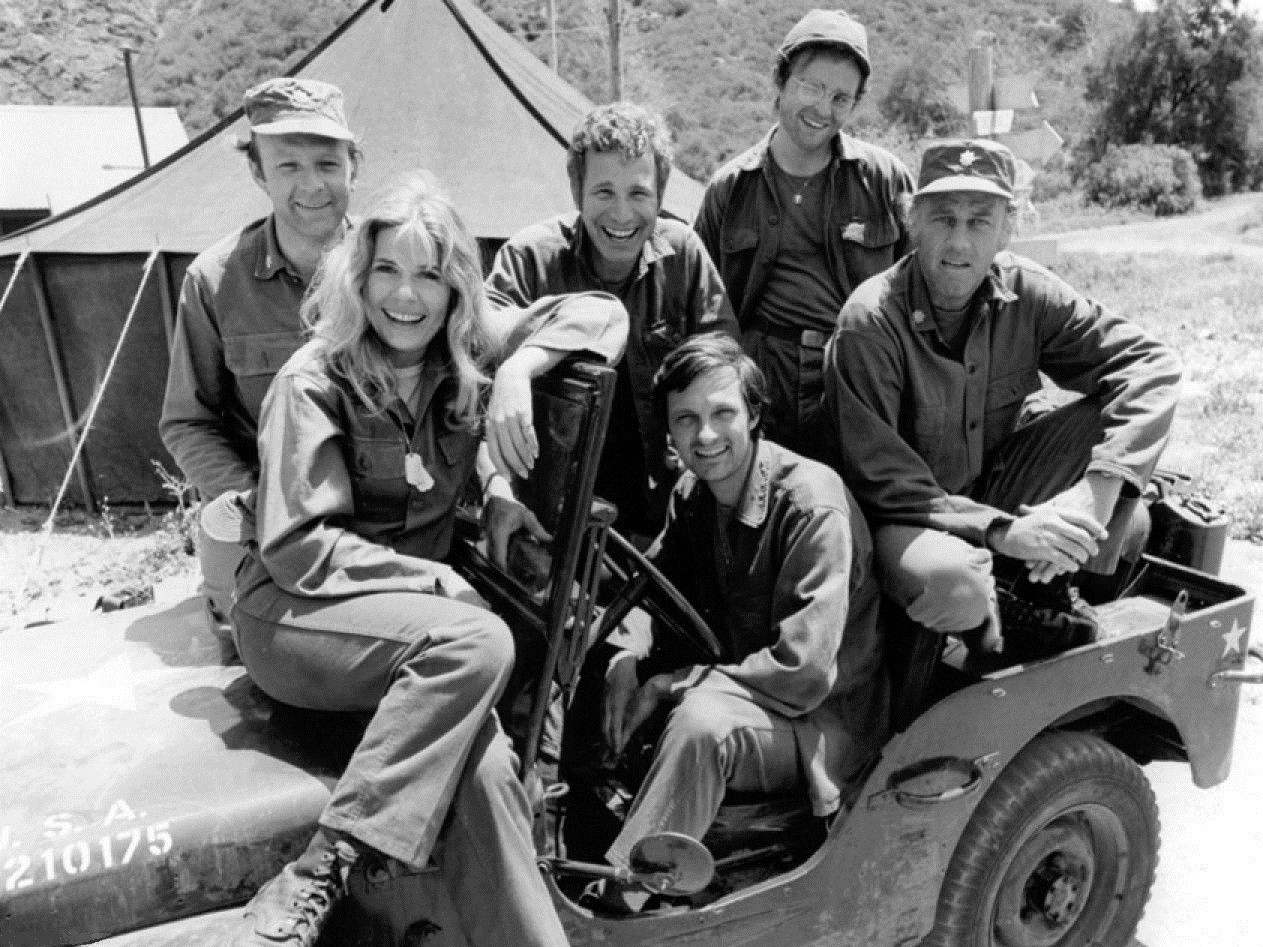
Лоретта Свит, Ларри Линвилл, Уэйн Роджерс (средний во втором ряду), Гари Бёргхофф, Алан Алда, и Маклин Стивенсон, M*A*S*H, 1974 год.

Помимо актёрской деятельности занимался бизнесом в качестве менеджера и инвестора, регулярно участвовал в деловой телепрограмме на Fox News.
У него и его жены Эми были двое детей и четверо внуков.

### После МЭШа
- 1989 — «Время убивать», Джейк Уинслоу
- 1989 — в фильме «Идеальный свидетель» выступил в качестве продюсера.

## Награды
- 1981 — номинировался на премию Золотой глобус  в категории «Лучшая мужская роль в телесериале» (за роль доктора Чарли Майклса в телесериале «Вызов на дом»).

- 2005 — звезда на Аллее славы в Голливуде[3].